# Calidris ruficollis
Il gambecchio collorosso (Calidris ruficollis, Pallas 1776) è un uccello della famiglia degli Scolopacidae.

## Sistematica
Calidris ruficollis non ha sottospecie, è monotipico.

## Distribuzione e habitat
Questo uccello vive in Asia, dalla Russia all'Indonesia e dall'India alla Malaysia; in Australia, Nuova Zelanda e Oceania occidentale; sulle coste orientali dell'Africa (Mozambico e Sudafrica); in Alaska e coste occidentali di Canada e Stati Uniti. È accidentale in Europa centrale, occidentale e settentrionale, Italia compresa; in Israele, Kenya e Somalia; su Vanuatu; e sulle coste orientali del Nord America.